# 立花理佐
立花 理佐（たちばな りさ、本名並びに旧姓名：橘 理佐（読み同じ）、1971年10月19日 - ）は、日本の女優、歌手、タレント。所属事務所は株式会社グッデイ。大阪府大阪市西成区出身。明治大学付属中野高等学校定時制中退。

## 略歴

### アイドル時代
中学3年の1986年、ロッテのアイスクリームのCMオーディション『第1回 ロッテ CMアイドルはキミだ!コンテスト』に応募。オーディションでは南野陽子の『悲しみモニュメント』を歌いグランプリを獲得。これを機にレコード会社東芝EMI、芸能事務所「ビッグ・ワン」と契約。中山美穂の後を継ぎ、TBS系連続ドラマ『毎度おさわがせしますIII』のヒロインに抜擢され芸能界デビュー。1987年4月1日、同ドラマ後期主題歌の『疑問』でアイドル歌手デビュー。キャッチ・コピーは『15才（フィフティーン）神話……理佐』。デビュー曲はオリコンチャート初登場2位を記録。おニャン子クラブ勢を除く同年デビューのアイドルでは最高順位となった。続く二枚目のシングル『大人はわかってくれない』はオリコン3位を記録。
1987年10月、吉幾三主演のコメディドラマ『ヨーシいくぞ!』(TBS系)出演。同ドラマ主題歌となった三枚目のシングル『キミはどんとくらい』はオリコン3位を記録。同曲で年末の第29回日本レコード大賞 最優秀新人賞を受賞。各音楽祭の新人賞を受賞し、同期の酒井法子、仁藤優子らと共に新人アイドルとして注目される。
翌1988年、映画『ビー・バップ・ハイスクール 高校与太郎音頭』『ビー・バップ・ハイスクール 高校与太郎完結篇』に如月翔子役で出演。6thシングル「リサの妖精伝説 -FAIRY TALE-」は同タイトルのゲームソフトも発売されて（立花はゲームのヒロインとして登場）ヒット。ロッテCM、毎度おさわがせします・ビーバップハイスクールのヒロイン、アイドル本人のファミコンソフト発売と、中山美穂路線を踏襲して人気アイドルとなり、順風満帆な2年目を迎えたが、立花の家族と所属事務所、所属事務所とレコード会社とのトラブルに巻き込まれ、事実上活動が出来ない状態となったことでメディアから姿を消した。

### 事務所移籍後
1989年、廣済堂プロダクションに移籍し、バンダイ・ミュージックエンタテインメントからシングル「DO YOU DO YOU?」を発売、歌手として復帰する。翌1990年、バンダイより発売された『白鳥麗子でございます!』OVA版の主題歌を担当した。1990年代からは女優の仕事をメインとし舞台、映画に活動を移す。
1993年、徳間ジャパンコミュニケーションズ移籍第一弾シングル「最後のシャワーに花束」を最後に歌手としての活動を休止。
2001年、つんくの強いオファーによりオーディションを受け合格し、つんくプロデュースシングル「ごめんね勝手に決めちゃって」で8年ぶりのシングルを発売。
2012年7月、株式会社グッデイに再移籍。
2025年6月、フジテレビ系『オールスター合唱バトル』「昭和平成令和アイドル合唱団」メンバーとして出演。

### 私生活
私生活では2000年に飲食店経営で元モデルの松永信之と結婚。2004年10月19日に第一子となる男児を出産している。
2023年11月24日、2020年に直腸がんと診断され腸、子宮、卵巣、膣の摘出手術を受けていたことを公表。

## 主な出演作品

### テレビドラマ
- 毎度おさわがせしますIII（1987年、TBS系）主演 - 内海はるか 役
- ママはアイドル! 第1話オープニングゲスト（1987年、TBS系） - 立花理佐としてカメオ出演
- ヨーシいくぞ! （1987年、TBS系） - 山田邦子 役
- 別れてもダメなひと（1988年、テレビ朝日系）
- 土曜スーパースペシャル『CAT'S EYE キャッツ・アイ ミッドナイトは恋のアバンチュール』（1988年7月23日、日本テレビ） - 来生愛 役
- カッ飛び!ヤンヤン姫（1988年、テレビ東京）主演 - ヤン姫 役
- 徳川家康（1988年、TBS系） - くに 役
- 続・イキのいい奴（1988年、NHK総合） - はるみ 役
- 日本ジャン・バルジャン物語 愛無情（1988年、東海テレビ・フジテレビ系） - 順子 役
- 12時間超ワイドドラマ『大忠臣蔵』（1989年1月2日、テレビ東京） - お喜世 役
- 京都サスペンス「ほたる式部秘抄」（1989年、関西テレビ系） - ケイ子 役
- 長七郎江戸日記 第3シリーズ（1990年10月-1991年9月、日本テレビ系） - おはる 役
- 裸の大将放浪記 第49話「僕にはお化けが見えるので」（1991年、関西テレビ系） - 亀田初江 役
- 月曜・女のサスペンス『札束は死と消えて』（1992年、テレビ東京）
- 銭形平次 第3シリーズ 第1話「暗闇の婚礼」（1993年、フジテレビ系） - おふみ 役
- 暴れん坊将軍V 第13話「子連れ巡礼の逆襲」（1993年、テレビ朝日系） - おりん 役
- 闇を斬る!大江戸犯科帳 第22話「闇奉行死す!」（1993年、日本テレビ系） - 手まり 役
- 名奉行 遠山の金さん（テレビ朝日系）
  - 第5シリーズ 第29話「満月の夜に人妻が襲われる!」（1993年12月2日） - お力 役
  - 第6シリーズ 第4話「米騒動、殺しの尼僧」（1994年7月7日） - お園 役
- 新春ドラマスペシャル『女系家族 -赤い欲望 老舗の商家に起る凄絶な遺産争い・体を張った相続の座・欲に舞い愛に踊る華麗な女達-』（1994年1月3日、テレビ東京） - 矢島雛子 役
- 暴れん坊将軍VI 第16話「俺は天下の偽将軍」（1995年、テレビ朝日系） - お春 役
- 江戸の用心棒 第1シリーズ 第27話「春一番!江戸っ子娘」（1995年、日本テレビ系） - お袖 役
- 火曜サスペンス劇場 『弁護士・高林鮎子17・支笏湖10時30分の女』（1996年、日本テレビ系） - 室井カオル 役
- 土曜ワイド劇場 『こちら禅寺探偵局千社札連続殺人事件!』（1996年5月4日、テレビ朝日） - 島岡月子 役
- 火曜サスペンス劇場 『女監察医・室生亜季子22・指紋』（1997年、日本テレビ系） - 土屋めぐみ 役
- 火曜サスペンス劇場 『取調室7』（1997年、日本テレビ系） - 石井弘子 役
- 金曜エンタテイメント 『お局探偵亜木子&みどりの旅情事件帳2』（1998年、フジテレビ系） - 大森真由美 役
- 金曜エンタテイメント 『おだまりコンビシリーズ2・芸能界・殺しのシナリオ』（2000年、フジテレビ系） - 青柳さつき 役
- ナショナル劇場 『水戸黄門（第28部）』第18話「大人もビックリ!天才少年 -枚方-」（2000年7月17日、TBS系・C.A.L） - おたか 役
- 大江戸を駈ける! 第1話「隠密同心誕生！」（外神田）（2000年、TBS系・C.A.L） - おせい 役
- 温泉名物女将!湯の町事件簿（2001年、フジテレビ系） - 藤村冬美 役
- 土曜ワイド劇場 『京都～奈良 万葉の旅連続殺人!』（2002年6月1日、テレビ朝日系） - 西沢晴子 役
放送前の仮タイトルは『疑惑の女たち』。

### 映画
- ドン松五郎の大冒険（1987年、東宝）主演 - 雨森えり子 役
- ビー・バップ・ハイスクール 高校与太郎音頭（1988年、東映） - 如月翔子 役
- クレイジーボーイズ（1988年）
- ビー・バップ・ハイスクール 高校与太郎完結篇（1988年、東映） - 如月翔子 役
- ストロベリータイムスIV 如月三姉妹の逆襲（1990年）
- 風の国（1991年） - 大沢由起 役
- 撃てばかげろう（1991年） - 柏木ゆり子 役
- 愛物語（1991年） - 京子 役
- 突風!ミニパト隊アイキャッチ・ジャンクション（1991年） - 恵 役
- 極道戦争 武闘派（1991年） - 本城美幸 役
- アホんだら。酒に女にばくちにケンカ（1996年）
- 心霊2 「まちぼうけ」（1997年、イメージファクトリー・アイ・エム） - 美紀 役
- 難波金融伝ミナミの帝王13（1999年）
- 実録・梁山泊 パチンコ列伝 浪花の哲（1999年） - ヨシエ
- ナニワの用心棒（1999年）
- 実録・北海道やくざ戦争 逆縁（2001年） - 中山耀子 役
- 実録・東北(みちのく)やくざ戦争 覇桜の道（2003年） - 旅館の娘
- 実録・なにわ山本組 前編（2003年）
- 実録・なにわ女侠伝（2003年）
- 実録・なにわ山本組 完結編（2004年）

### テレビ番組
- 歌謡びんびんハウス（1988年10月 - 1989年3月、テレビ朝日系） - アシスタント
- AX MUSIC-FACTORY「つんくちゃん。」（2001年、日本テレビ系）コーナー「再デビューオーディション」（合格）
- プライスバラエティナンボDEなんぼ（関西テレビ） - サブパネラー
- ミセススマートTV NEO（2011年、スカパー!）
- クイズ日本昔がおもしろい（1988年4月 - 1989年3月、TBS） - 解答者
- クイズ仕事人（ABC） - 解答者

### ラジオ
- 立花理佐の放課後クラブ（1987年、TBSラジオ）
- 夜はこれから（TBSラジオ）

### 舞台
- おはん（1992年、芸術座）
- 夢の迷い道（1995年、名鉄ホール）
- どさくさまぎれ（1995年、名鉄ホール）
- おやじと娘（1996年、飛天）
- ピーターパン（1996年、ホリプロ）
- 三人の石松（2000年、新歌舞伎座）
- 夫のかわりはおりまへん（2002年）

### ゲーム
- 『リサの妖精伝説』（1988年6月21日発売、コナミ） - ファミコンディスクシステムソフト

### CF・イメージキャラクター
- ロッテ（1987年 - 1989年）

ロッテアイス『ビッグコーン』（1987年）
ロッテアイス『ビッグコーン バニラ、チョコ』（1988年）相川恵里と共演
ロッテアイス『レッツスポーツ』（1988年）
オーラルケア用品『クール&クリーン』（1988年）
ロッテアイス『ブラックコーン、シュガーコーン』（1989年）
ロッテアイス『ファイベックス』（1989年）
ロッテアイス『フローズンヨーグルト』（1989年）山中すみかと共演
ロッテアイス『チョコ三昧』（1989年）山中すみかと共演
ロッテアイス『クロワッサン』（1989年）
ロッテアイス『イタリアーノ』（年不明）
ロッテアイス『スイートコーンバー』（年不明）
- ロッテリア（1987年）

『グルメバーガー』
- 東芝（1987年）

『レッツチャット シーサイドワゴン』
暖房器具PR
- エースコック（1987年 - 1988年）

『チャンポン』（1987年）
『大盛いか焼そば』（1988年）
- HOYA（1987年 - 1988年）

コンタクトレンズ『パソネックス』
- コナミ（1988年）

ファミコンディスクシステムゲームソフト『リサの妖精伝説』
- 法務省（1988年）

第38回社会を明るくする運動「防ごう非行 助けよう立ち直り」PR スチール
- 厚生労働省（1988年）

全国労働衛生週間ポスター
- 小田急電鉄（1988年 -1989年）

向ヶ丘遊園スケートリンクPR スチール
- JR東日本（1988年）

スキー by JR
- プロミス（1989年）

『PAL カード』「新カード生活」篇、「極楽者。」篇

### DVD
- 野爆DVD in DVD（2008年2月20日） - ショートフィルム「ハニーはMOTORCYCLES」

## ディスコグラフィー

### シングル
| No.       | タイトル                        | 発売日                       | 最高位                                                                                     | 作者                                                 | 備考 |
| --------- | ------------------------------- | ---------------------------- | ------------------------------------------------------------------------------------------ | ---------------------------------------------------- | --- |
| 1st       | 疑問                            | 1987年4月1日                 | 2位                                                                                        | 作詞: 麻生圭子 作曲: 伊豆一彦 編曲: 中村哲           | TBS系ドラマ『毎度おさわがせします III』主題歌 （表記はなかったが、ロッテアイス「ビッグコーン」TV-CFソング、東芝 「レッツチャット シーサイドワゴン」TV-CFソングとしてもオンエアされ ていた。）                                |
| 1st       | 疑問                            | 1987年4月1日                 | 2位                                                                                        | 作詞: 麻生圭子 作曲: 伊豆一彦 編曲: 中村哲           | B/W ： 月曜日に雨は降らない 作詞：岩里祐穂 作曲：安部恭弘 編曲：新川博 （CDシングルは1988年12月4日発売） |
| 2nd       | 大人はわかってくれない          | 1987年7月22日                | 3位                                                                                        | 作詞: 湯川れい子 作曲: かまやつひろし 編曲: 丸山恵市 | - |
| 2nd       | 大人はわかってくれない          | 1987年7月22日                | 3位                                                                                        | 作詞: 湯川れい子 作曲: かまやつひろし 編曲: 丸山恵市 | B/W - 1 ： 瞳に天気雨 B/W - 2 ： 理佐のおしゃべり 作詞：麻生圭子 作曲：和泉常寛 編曲：中村哲 |
| 3rd       | キミはどんとくらい              | 1987年10月14日               | 3位                                                                                        | 作詞: 真名杏樹 作曲: 山川恵津子 編曲: 山川恵津子     | 「第29回日本レコード大賞」最優秀新人賞受賞曲 TBS系ドラマ『ヨーシいくぞ!』主題歌 東芝暖房器具イメージ・ソング |
| 3rd       | キミはどんとくらい              | 1987年10月14日               | 3位                                                                                        | 作詞: 真名杏樹 作曲: 山川恵津子 編曲: 山川恵津子     | B/W ： 17%のKISS 作詞：秋元康 作曲：井上ヨシマサ 編曲：小野沢篤 （CDシングルは1988年12月4日発売） |
| 4th       | サヨナラを言わせないで          | 1987年12月9日                | 4位                                                                                        | 作詞: 真名杏樹 作曲: 久石譲 編曲: 久石譲             | 東宝東和映画『ドン松五郎の大冒険』主題歌 |
| 4th       | サヨナラを言わせないで          | 1987年12月9日                | 4位                                                                                        | 作詞: 真名杏樹 作曲: 久石譲 編曲: 久石譲             | B/W ： クレヨン'S HILLへつれてって 作詞：真名杏樹 作曲・編曲：久石譲 |
| 5th       | 刹那主義                        | 1988年3月23日 （CD：4月8日） | 8位                                                                                        | 作詞: 松本隆 作曲: 筒美京平 編曲: 志熊研三           | 01. 刹那主義 テレビ朝日系ドラマ『別れてもダメなひと』主題歌 |
| 5th       | 刹那主義                        | 1988年3月23日 （CD：4月8日） | 8位                                                                                        | 作詞: 松本隆 作曲: 筒美京平 編曲: 志熊研三           | 02. 内気なガール・ハント 作詞：松本隆 作曲：筒美京平 編曲：志熊研三 （初の8cmCDシングル作品） |
| 6th       | リサの妖精伝説                  | 1988年7月13日                | 8位                                                                                        | 作詞: 松本隆 作曲: 筒美京平 編曲: 小林武史           | 01. リサの妖精伝説 -FAIRY TALE- コナミゲームソフト「リサの妖精伝説」イメージ・ソング |
| 6th       | リサの妖精伝説                  | 1988年7月13日                | 8位                                                                                        | 作詞: 松本隆 作曲: 筒美京平 編曲: 小林武史           | 02. リサの妖精伝説 -BE-BOP HIGHSCHOOL- 作詞：松本隆 作曲：筒美京平 編曲：小林武史 東映映画『ビー・バップ・ハイスクール 髙校与太郎音頭』主題歌                                                                                |
| 12 インチ | リサの妖精伝説 -FAIRY TALE-     | 1988年8月24日                |                                                                                            | 作詞: 松本隆 作曲: 筒美京平 編曲: 小林武史           | 01. リサの妖精伝説 -FAIRY TALE- （EXTENDED VERSION） |
| 12 インチ | リサの妖精伝説 -FAIRY TALE-     | 1988年8月24日                | 02. スロー・ダンスは踊らない （DANCE VERSION） 作詞：松本隆 作曲：筒美京平 編曲：小林武史  | 作詞: 松本隆 作曲: 筒美京平 編曲: 小林武史           | |
| 7th       | 最高の一日 〜One Day〜          | 1988年11月9日                | 18位                                                                                       | 作詞: 秋元康 作曲: 筒美京平 編曲: 船山基紀           | 01. 最高の一日 〜One Day〜 （表記はなかったが、テレビ朝日系『歌謡びんびんハウス』エンディング ・テーマ、テレビ東京系ドラマ『カッ飛び!ヤンヤン姫』主題歌、ロッテ 「クール & クリーン」TV-CFソングとしてオンエアされていた。） |
| 7th       | 最高の一日 〜One Day〜          | 1988年11月9日                | 18位                                                                                       | 作詞: 秋元康 作曲: 筒美京平 編曲: 船山基紀           | 02. 半分恋人 作詞：麻生圭子 作曲：筒美京平 編曲：船山基紀 |
| 8th       | DO YOU DO YOU?                  | 1989年11月5日                | 50位                                                                                       | 作詞: 黒石ひとみ 作曲: 黒石ひとみ 編曲: 黒石ひとみ   | 復帰、バンダイ・ミュージック移籍第1弾シングル 01. DO YOU DO YOU? （表記はなかったが、ロッテ「クロワッサン」TV-CFソングとしてオン エアされていた。）                                                                          |
| 8th       | DO YOU DO YOU?                  | 1989年11月5日                | 50位                                                                                       | 作詞: 黒石ひとみ 作曲: 黒石ひとみ 編曲: 黒石ひとみ   | 02. 微笑から始めたい 作詞・作曲・編曲：黒石ひとみ |
| 9th       | こっちからJoker / NEXT          | 1990年5月1日                 | 59位                                                                                       | 作詞: 松井五郎 作曲: 黒石ひとみ 編曲: 黒石ひとみ     | 01. こっちからJoker |
| 9th       | こっちからJoker / NEXT          | 1990年5月1日                 | 59位                                                                                       | 作詞: 松井五郎 作曲: 黒石ひとみ 編曲: 黒石ひとみ     | 02. NEXT 作詞・作曲・編曲：黒石ひとみ |
| 10th      | フォロー・ユー                  | 1991年11月5日                |                                                                                            | 作詞: 竜真知子 作曲: 藤井宏一 編曲: 西田正也         | 01. フォロー・ユー |
| 10th      | フォロー・ユー                  | 1991年11月5日                | 02. 不思議浪漫'S                                                                           | 作詞: 竜真知子 作曲: 藤井宏一 編曲: 西田正也         | |
| 11th      | 最後のシャワーに花束            | 1993年12月21日               |                                                                                            | 作詞: 武田緑 作曲: 橋長哲也 編曲: Yellow zaiku       | 徳間ジャパン移籍第1弾シングル 01. 最後のシャワーに花束 |
| 11th      | 最後のシャワーに花束            | 1993年12月21日               | 02. ウエディング・ベル                                                                     | 作詞: 武田緑 作曲: 橋長哲也 編曲: Yellow zaiku       | |
| 12th      | ゴメンね 勝手に決めちゃって     | 2001年7月3日                 |                                                                                            | 作詞: つんく 作曲: つんく 編曲: 山尾正人             | つんく♂プロデュース作品、つんくちゃん。より発売 01. ゴメンね 勝手に決めちゃって |
| 12th      | ゴメンね 勝手に決めちゃって     | 2001年7月3日                 | 02. ゴメンね 勝手に決めちゃって （Remix） 03. ゴメンね 勝手に決めちゃって （Instrumental） | 作詞: つんく 作曲: つんく 編曲: 山尾正人             | |
| 13th      | 愛に包まれたい / 恋雨にうたれて | 2002年10月25日               |                                                                                            | 作詞: 山下直美 作曲: 山下直美                        | インディーズシングル 01. 愛に包まれたい |
| 13th      | 愛に包まれたい / 恋雨にうたれて | 2002年10月25日               | 02. 恋雨にうたれて 03. 愛に包まれたい （カラオケ） 04. 恋雨にうたれて （カラオケ）         | 作詞: 山下直美 作曲: 山下直美                        | |

### その他（カセット）
| No. | タイトル                                       | 発売日        | 発売元  | 収録内容                                                         | 備考                         |
| --- | ---------------------------------------------- | ------------- | ------- | ---------------------------------------------------------------- | ---------------------------- |
| 1   | 立花理佐のおしゃべりカセット 理佐のキミと2人で | 1987年 9月5日 | 東芝EMI | Side 1. 理佐とデート BGM:疑問（インスト） Side 2. 理佐の姓名占い |                              |
| 2   | BIGアイドル カセットおしゃべり文庫 立花理佐    | 1988年 8月8日 | 勁文社  |                                                                  | 生写真2枚&折込ピンナップ封入 |

### アルバム
|             | タイトル                                                                          | 発売日                             | 収録曲 |
| ----------- | --------------------------------------------------------------------------------- | ---------------------------------- | --- |
| 1st         | 15才神話                                                                          | 1987年8月5日 38位                  | 01. 大人はわかってくれない 02. 瞬間 03. DO YOU LIKE ナマイ気? 04. 疑問 05. 告白 06. 放課後デート 07. 愛はなぜですか 08. ライバル 09. 瞳に天気雨 10. トゥルー・ブルー （※） 11. 月曜日に雨は降らない （※）…マドンナの日本語カヴァー |
| 2nd         | 初恋神話                                                                          | 1987年12月16日 65位                | 01. おとぎの国は眠らない 02. 走りゆく明日 03. 薄紫のシンフォニー 04. キミはどんとくらい 05. よろしくね 06. 心の温度計 07. エリ子とジュニアのテーマ （演奏物） 「ドン松五郎の大冒険」より 08. 出発(たびだち)のテーマ （演奏物） 「ドン松五郎の大冒険」より 09. サヨナラを言わせないで 10. クレヨン'S HILLへつれてって 11. CHRISTMASを抱きしめて                                                                        |
| Best        | 理佐発見 〜RISA COLLECTION〜                                                      | 1988年5月25日 60位（LP）94位（CD） | 01. 刹那主義 02. 疑問 03. 大人はわかってくれない 04. サヨナラを言わせないで 05. キミはどんとくらい 06. DO YOU LIKE ナマイ気? 07. 17%のKISS 08. ジョニー・エンジェル （※） 09. 内気なガール・ハント 10. おとぎの国は眠らない 11. 薄紫のシンフォニー 12. ライバル 13. 瞳に天気雨 14. 月曜日に雨は降らない （※）…シェリー・フェルレイの日本語カヴァー                                                                    |
| 3rd         | Wooh                                                                              | 1988年12月16日 130位               | 01. 半分恋人 02. スロー・ダンスは踊らない 03. 恋より近くに 04. おととい愛して 05. 夢で逢えたら 06. 愛が待ちきれない 07. 最高の一日 〜One Day〜 08. RASPBERRY 09. TOMODACHI 10. リサの妖精伝説 -FAIRY TALE- |
| Mini        | “HA・JI・MA・RI”                                                                  | 1989年12月5日                      | 01. Do You Do You? 02. セ・レ・モ・ニ・－ 03. 微笑から始めたい 04. 本気 〜Stay with me〜 05. so your feel っていいんじゃない 06. 不思議なDestiny バンダイ・ミュージックより発売 |
| サントラ盤  | 白鳥麗子でございます! 〜ふたりだけのラブラブショー〜 オリジナル・サウンドトラック | 1990年4月21日                      | 01. ハートが危ない! （※） 02. 街〜追跡 03. Don't Stop Love 04. 想い出は美しすぎて 05. Let's Start → Comical → Pride 06. マッチ売りのReiko 07. 不思議なdestiny （※） 08. Rival → 冷たい貴方 → I・Ra・I・Ra 09. Painful → All My Life → Honesty 10. Special to Me 11. Boy Meets Girl 12. 不思議なdestiny （Re-Mix） （※） （※）…歌 黒石ひとみ featuring 立花理佐 名義の作品 エモーションより発売                        |
| 企画盤 Best | GOLDEN☆BEST 立花理佐                                                              | 2003年3月19日                      | 01. 疑問 02. 月曜日に雨は降らない 03. 大人はわかってくれない 04. 瞳に天気雨 05. キミはどんとくらい 06. 17%のKISS 07. サヨナラを言わせないで 08. クレヨン'S HILLへつれてって 09. 刹那主義 10. 内気なガール・ハント 11. リサの妖精伝説 -FAIRY TALE- 12. リサの妖精伝説 -BE-BOP HIGHSCHOOL- 13. 最高の一日 〜One Day〜 14. 半分恋人 15. スロー・ダンスは踊らない （DANCE VERSION） 16. 恋より近くに 17. 愛が待ちきれない |
| 企画盤 Best | NEW BEST 1500 立花理佐                                                            | 2004年8月24日                      | 01. 疑問 02. 大人はわかってくれない 03. キミはどんとくらい 04. サヨナラを言わせないで 05. 刹那主義 06. ジョニー・エンジェル 07. リサの妖精伝説 -FAIRY TALE- 08. リサの妖精伝説 -BE-BOP HIGHSCHOOL- 09. 最高の一日 〜One Day〜 10. 恋より近くに |

### 映像作品
- 勁文社/セブン・ストーリーズ&1 （VHS）（1988年2月）

秋元康監修作品
- キミはどんとくらい （VHS：TT30-7023HI / LD：L030-7023）（1988年4月24日）

第29回日本レコード大賞最優秀新人賞受賞記念作品
友情出演：長与千種 / 出演：渡辺城太郎,兼子憲一郎